# Folke Berg
Folke W:son Berg, född 10 januari 1896 i Göteborg, död 1974, var en svensk grafiker och akvarellist.
Han var son till byråchefen och arkeologen Wilhelm Berg och hans maka född Ahlbom. Berg studerade vid Valands målarskola i Göteborg 1911 och vid Wilhelmsons målarskola 1915-1917 samt vid Althins målarskola i Stockholm 1918. Under åren 1919-1922 bedrev han konststudier i Paris där han även medverkade i utställningen på Société des artistes indépendants 1920. I Sverige ställde han ut separat i Göteborg, Malmö, Linköping och i Karlshamn och som medlem i New York Graphic Society anordnade de en separatutställning av hans verk i New York. Han medverkade i Statens konstråds inköpsutställning på Liljevalchs konsthall och i Arbetets ära på Esseltehallen i Stockholm. Hans konst består av porträtt, figurmålningar, landskap och mariner i olja eller akvarell samt etsningar. Han var lärare vid Skånska målarskolan i Malmö 1925-1926. Berg är representerad vid Göteborgs sjöfartsmuseum.